# Sweet pool
『sweet pool』（スウィートプール）は、Nitro+CHiRALより発売されたボーイズラブ18禁アドベンチャーゲーム。2008年12月19日に初回生産版、2009年4月10日に通常版が発売された。
2018年5月31日にdramatic createよりPlayStation Vita版が発売された。

## ストーリー
東京都菅見区郊外にある私立駒波学園へ通う主人公・崎山蓉司は病気で1年留年するもごく普通の学生として生活していた。だが、ある日を境に蓉司の周りに変化が起き始める。
急に接触してきた同級生・城沼哲雄、本来ならば蓉司と同級生であった変わり者と有名な上級生・翁長善弥。そして、蓉司の身体を蝕む幻覚や苦痛。はたしてそれらは本当に幻なのだろうか。閑散とした「日常」から「非日常」へと物語は進んで行く。

## ゲームシステム
ゲーム内において、感情およびその後の行動等を具体的に示す選択肢は表示されない。
主人公の気持ちを表す時、画面上に現れる「本能（画面上右上・赤）」「理性（画面上左下・青）」どちらに従って行動するかを選択するシステムを採用しており、選んだ内容によってストーリーが変化していく。

## 登場人物
崎山 蓉司（さきやま ようじ）
声 - 春野風
本作の主人公。両親を事故で亡くし、家族は姉1人。幼い頃から身体が弱く高校を1年留年している。
あまり目立たない存在で普通の学生として過ごしていたが、ある日を境に奇妙な幻覚に苛まれ、「非日常」へと足を踏み入れる。
城沼 哲雄（しろぬま てつお）
声 - 鳩マン軍曹
蓉司の同級生。独特の近寄りがたい雰囲気で、周りからも一目置かれている。
ミステリアスな雰囲気からいろいろな噂が流れているが、またそんな大人びた雰囲気が女生徒から密かに人気がある。
蓉司の変化に伴い、蓉司へと接触を図る。
三田 睦（みた まこと）
声 - 空乃太陽
1月7日生まれのB型。蓉司の同級生。食べることが大好きで明るく誰にでも好かれる性格。
周りと距離を置く蓉司が唯一気兼ねなく接する存在。
翁長 善弥（おきなが ぜんや）
声 - 緑川光
蓉司と同い年の上級生。支離滅裂な言動から変人として距離を置かれている。
元暴力団組長の翁長邦仁の息子。
姫谷 浩平（きたに こうへい）
声 - 秋月秀行
若かりし頃に翁長に恩恵を受け、翁長家に忠実に生きる男。
善弥を学校まで送り迎えしたりなど、翁長家の世話をしている。
翁長 邦仁（おきなが くにひと）
声 - 厳蝉秋
善弥の父で、元暴力団組長。
奇妙な妄想を抱き、精神を病んでしまったことから組長の座を追われた。
上屋 武彦（かみや たけひこ）
声 - 浅野要二
蓉司、哲雄、睦の担任で化学教師。
くだけた印象から、生徒たちには好かれているが…
芹沢 枝里香（せりざわ えりか）
声 - 奏雨
蓉司の3歳年上の姉。結婚を機に家を出、現在は妊娠しており出産を間近に控えている。
自身の母校である駒波学園への進学を勧めたのも彼女であり、たったひとりの肉親として何かと気にかけてきた。
次々と起こる事件に動揺する蓉司の心境を察し、これまでひた隠しにしてきた「ある事実」を告げる決意をする。
青島（あおしま）
声 - 徳本英一郎
暴力団組員。かつて姫谷の舎弟だった男。邦仁が追われた後も組に残り、それなりの地位を得ている模様。
かつて仕えてきた邦仁のとある行動に不審感を抱き、忠告をかねて姫谷のもとに訪れる。

## スタッフ
- シナリオ：淵井鏑
- 原画：オニツカセージ

## 関連商品

### CD
-fragment- （sweet pool オリジナルサウンドトラック）
本編で使われた全23曲を収録、CD2枚組。
Songs For the Dreamers
テーマ曲を担当したユニット「Pale Green」のミニアルバム。全8曲。
-everblue-
2009年6月29日に発売されたドラマCD。原作設定を哲雄、睦、善弥の視点で綴る。各全5トラック収録、CD2枚組。
ドラマCD sweet pool -駒波学園 学園祭-
2009年9月25日に発売。原作設定を基にしたアナザーストーリー。全6トラック収録。

### 書籍
sweet pool 公式ビジュアルファンブック
2009年6月1日発売。ISBN 978-4757748682
Sweet poolコミックアンソロジー
2009年9月1日発売。ISBN 978-4862636560
sweet pool（漫画）　著者 車折まゆ
第1巻 2010年11月10日発売。ISBN 978-4862638694 / 第2巻 2012年2月10日発売。ISBN 978-4799710852
sweet pool（小説）　著者 栗城偲
2011年10月19日発売。ISBN 978-4799710104

## 舞台
本能バースト演劇『sweet pool』というタイトルで、2022年3月12日から21日に天王洲 銀河劇場にて上演予定。

### キャスト（舞台）
- 崎山蓉司 - 櫻井圭登
- 城沼哲雄 - 砂川脩弥
- 三田睦 - 杉江大志
- 翁長善弥 - 宇野結也
- 姫谷浩平 - 福地教光
- 芹沢枝里香 - 永田紗茅
- 翁長邦仁 - 若杉宏二
- 上屋武彦 - 村田充

### スタッフ（舞台）
- 原作 - Nitro+CHiRAL
- 脚本 - 内田裕基
- 演出 - 中屋敷法仁